# 4-カルボキシメチル-4-メチルブテノライドムターゼ
4-カルボキシメチル-4-メチルブテノライドムターゼ(4-carboxymethyl-4-methylbutenolide mutase、EC 5.4.99.14)は、以下の化学反応を触媒する酵素である。
4-カルボキシメチル-4-メチルブタ-2-エン-1,4-オライド{\displaystyle \rightleftharpoons }4-カルボキシメチル-3-メチルブタ-2-エン-1,4-オライド
従って、この酵素の基質は4-カルボキシメチル-4-メチルブタ-2-エン-1,4-オライドのみ、生成物は4-カルボキシメチル-3-メチルブタ-2-エン-1,4-オライドのみである。
この酵素は異性化酵素、特にその他の基を移す分子内転位酵素に分類される。系統名は、4-カルボキシメチル-4-メチルブタ-2-エン-1,4-オライド メチルムターゼ(4-carboxymethyl-4-methylbut-2-en-1,4-olide methylmutase)である。他に、4-methyl-2-enelactone isomerase、4-methylmuconolactone methylisomerase、4-methyl-3-enelactone methyl isomerase等とも呼ばれる。